# Denver and Rio Grande Western Railroad
De Denver and Rio Grande Western Railroad (reporting mark DRGW), beter bekend als de Rio Grande, was een spoorwegmaatschappij in de Verenigde Staten. De D&RGW is vooral bekend om zijn grote smalspoor net. 

## Geschiedenis
De Denver and Rio Grande Railroad (D&RG) is in 1870 door General William Jackson Palmer en zijn vriend Dr. William Bell als een smalspoor spoorwegmaatschappij tussen Denver en Mexico-Stad opgericht. Men koos voor smalspoor omdat dit goedkoop is en sneller aan te leggen dan normaalspoor. De route verliep via de Raton Pass in wat nu New Mexico is. Daar stuitte men op de Atchison, Topeka and Santa Fe Railway. Men heeft zwaar over de Raton Pass geruzied, zelfs zijn er revolverhelden ingehuurd om de ruzie te beslechten en heeft men politici omgekocht. Uiteindelijk kreeg de Santa Fe de Raton Pass toegewezen en ging de D&RG verder via de Royal Gorge en concentreerde men zich op de mijnactiviteiten in het westen.
In 1901 fuseerde de Denver and Rio Grande met de Rio Grande Western, wat in 1908 bekrachtigd werd. De Rio Grande werd financieel sterk verzwakt door speculanten die de financiering van de Western Pacific Railroad misbruikten. In 1918 kwam de D&RG in financiële problemen nadat de Western Pacific failliet ging. De Denver and Rio Grande Western Railroad (D&RGW) stond op als het nieuwe bedrijf in 1920.

## Fusie met de Southern Pacific Railroad
In 1988 kocht de Rio Grande Industries, het bedrijf dat de Denver and Rio Grande Western Railroad beheert, de Southern Pacific Railroad. Beide bedrijven namen de naam aan van de Southern Pacific omdat deze bekender was.

## Fusie met de Union Pacific Railroad

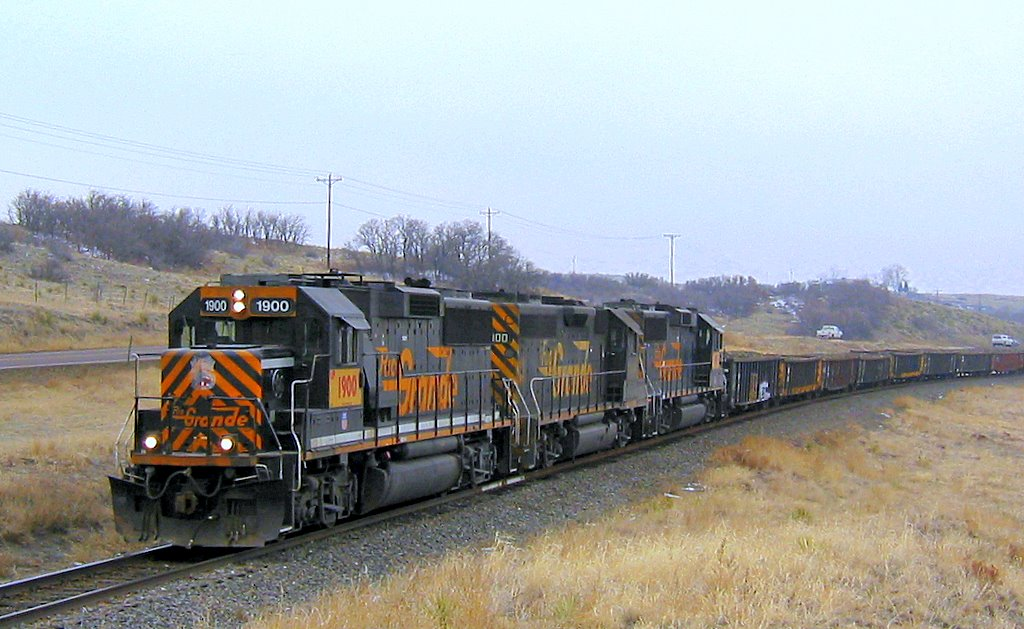
Rio Grande power, 28 februari 2003, Littleton (Colorado)

Op 11 september 1996 verkocht men het gecombineerde bedrijf aan de Union Pacific Railroad, gedeeltelijk in een reactie op de fusie van de Burlington Northern en de Santa Fe wat de Burlington Northern and Santa Fe Railway werd. De D&RGW werd opgenomen in de UP wat inhield dat het bedrijf langzamerhand van het toneel verdween.